# Lionel Casson
Lionel Casson (Nova Iorque, 22 de julho de 1914 – 18 de julho de 2009) foi um classicista norte-americano.
Professor emérito da Universidade de Nova Iorque e um especialista em história marítima, Casson obteve um bacharelado em 1934 na Universidade de Nova Iorque, e em 1936 tornou-se professor assistente. Obteve o Ph.D. na mesma instituição em 1939. Em 2005 ele foi premiado com a Medalha de ouro do Instituto Arqueológico da América. Autor de 23 livro sobre história marítima e literatura clássica, Casson usou material antigo variando desde os discursos de Demóstenes e trabalhos de Tucídides até estudos arqueológicos de naufrágios antigos e os conteúdos de ânforas que contribuíram para desenvolver um quadro quanto ao desenvolvimento da construção naval, as rotas comerciais marítimas e guerras navais do mundo antigo.

## Biografia
Nascido no Brooklyn como Lionel I. Cohen, mudou posteriormente seu nome para Casson. Como um adolescente ele possuía um veleiro que usava no estuário de Long Island. Frequentou a Universidade de Nova Iorque ao longo de todos os seus estudos colegiais, recebendo o grau de bacharel em 1934, mestrado em 1936 e Ph.D. em 1939, adquirindo o emprego de instrutor nesta instituição. Serviu como oficial da marinha dos Estados Unidos durante a Segunda Guerra Mundial, responsável pela interrogação de prisioneiros de guerra.
Após completar seu serviço militar, Casson retornou para a Universidade de Nova Iorque onde atuou como um professor de clássicos entre 1961-1979. Foi membro do clube de homens literários "Trap Door Spiders". Casson morreu em 2009 de pneumonia em Manhattan aos 94 anos em 18 de julho de 2009. Foi socorrido por sua esposa, Julia Michelman, bem como por duas filhas e dois netos.

## Carreira
Em um discurso de 2005 no Instituto Arqueológico da América, onde aceitou uma medalha de ouro, Casson lembrou de uma viagem ao sul da França, em 1953, quando ele teve a oportunidade de visitar Jacques-Yves Cousteau, que estava realizando uma investigação acerca de um antigo naufrágio. Uma vez que ele visitou o armazém com centenas de ânforas que tinham sido trazidas à superfície, Casson disse que ele soube imediatamente que ele "estava no começo de um fonte totalmente nova de informações sobre assuntos marítimos antigos e eu resolvei então ir lá para explorá-lo" e integrar este novo tesouro de dados com a informação que tinha sido capaz de reunir a partir de escritos antigos.
Em seu livro de 1959, "Os Antigos Marinheiros: Marinheiros e Combatentes do Mar Mediterrâneo em Tempos Antigos", contou como civilizações antigas ao longo do mar Mediterrâneo começaram a ter seus navios navegando ao longo da costa e então avançando as viagens pelo mar, longo da vista da costa. Comércio e aventuras militares levaram às viagens para tais localidades distantes como a Índia, com mais ofícios especializados que ampliaram o fundo chato dos barcos em vasos tais como o trirreme impulsionado por centenas de remadores. "Ilustrada História de Navios e Barcos", publicado pela Doubleday em 1964, fornece uma história de barcos desde o antigo ofício de esculpir em madeira ou fazer de peles de animais até os mais modernos submarinos nucleares.
A Yale University Press publicou em 2001 o livro de Casson chamado "Livros do Mundo Antigo", no qual utiliza referências de trabalhos antigos e provas arqueológicas do Oriente Médio e do mundo grecorromano para acompanhar o desenvolvimento da escrita, a criação dos primeiros livros e o processo de copiá-los à mão e montá-los em bibliotecas. No livro, Casson coloca Homero no topo de uma lista de autores populares, "com a [[Ilíada favorecida sobre a Odisseia" em uma lista de best-sellers. Ele documenta as transições de tabuletas de argila, papiros e rolos de pergaminha para o desenvolvimento do códice como o precursor do livro moderno. Casson rejeita a hipótese de que a Biblioteca de Alexandria foi destruída em 48 a.C., e argumenta que a evidência mostra que ela continuou a existir até 270 d.C., durante o reinado do imperador romano Aureliano.

## Morte
Casson morreu em 18 de julho de 2009, em Nova Iorque, aos 94 anos, devido a uma pneumonia.